# Laia Aleixandri i López
Laia Aleixandri i López   (Santa Coloma de Gramenet, 25 d'agost de 2000) és una futbolista catalana que juga com a defensa o migcampista defensiva. Després de jugar a l'Atlético de Madrid i al Manchester City FC de la FA Women's Super League d'Anglaterra, el 2025 va tornar al FC Barcelona, l'equip on es va formar com a jugadora, on va signar per quatre temporades.
A l'informe tècnic de la FIFA del 2016 la van definir com una centrecampista defensiva amb bona visió, forta a les entrades, bona passada i sortida cap endavant.
Aleixandri va guanyar l'Eurocopa sub-17 del 2015 i va ser subcampiona a les Eurocopes sub-17 del 2016 i 2017, formant part de l'equip ideal dels tres campionats. A més va ser subcampiona del món Sub-20 el 2018. També va guanyar dues lligues amb el Club Atlético de Madrid Féminas.

## Trajectòria
Aleixandri va començar a jugar a futbol amb 4 anys. Entre els anys 2006 i 2008 va jugar al CD Arrabal Calaf en la categoria prebenjamí. El 2008 va començar a jugar al Club Esportiu Sant Gabriel on va romandre durant 4 anys. En aquest club va jugar a les categories benjamí i aleví. Va entrar a les categories inferiors del Futbol Club Barcelona als 11 anys jugant a la categoria aleví-infantil i cadet-juvenil.
La temporada 2015/16 va entrar al FC Barcelona B, debutant a Segona Divisió amb 14 anys. L'equip es va proclamar campió del grup 3 de la categoria amb 72 punts en 26 partits, essent matemàticament campiones mancant dues jornades per a disputar-se. La temporada 2016/17 va tornar a formar part de la plantilla B del club tornant a quedar campiones de la seva categoria amb 60 punts.
Davant la manca d'oportunitats al primer equip del FC Barcelona, el 2017 va fitxar per l'Atlético de Madrid i va debutar el 2 de setembre a Primera Divisió en un partit a domicili que va enfrontar l'Atlètic de Madrid amb la Fundación Albacete. L'11 d'octubre va debutar a la Lliga de Campions Femenina de la UEFA davant el Verein für Leibesübungen Wolfsburg Frauen.
El 25 d'abril del 2018 va patir una fractura de cúbit i radi del braç dret jugant amb la selecció sub-20. Aleixandri va jugar 7 partits de lliga la temporada 2017/18 i va acabar proclamant-se campiona de Lliga i subcampiona de Copa amb l'Atlético de Madrid, títol que va repetir la temporada següent.

## Palmarès
| Títol                 | Club               | Any       |
| --------------------- | ------------------ | --------- |
| Segona Divisió Grup 3 | FC Barcelona B     | 2015-2016 |
| Segona Divisió Grup 3 | FC Barcelona B     | 2016-2017 |
| Primera Divisió       | Atlético de Madrid | 2017-2018 |
| Primera Divisió       | Atlético de Madrid | 2018-2019 |
| Supercopa d'Espanya   | Atlético de Madrid | 2021      |

| Títol          | Equip              | Seu    | Any  |
| -------------- | ------------------ | ------ | ---- |
| Europeu Sub-17 | Selecció d'Espanya | Suïssa | 2015 |